# Gara Sebeș Alba
Gara Sebeș Alba este o stație de cale ferată care deservește municipiul Sebeș, județul Alba, România. Stația este amplasată pe Magistrala CFR 200, care face legătura între Brașov și Curtici. Clădirea stației a fost inaugurată în anul 1897, odată cu punerea în funcțiune a căii ferate Sibiu-Vințu de Jos.